# Монтесаркьо
Монтесаркьо (итал. Montesarchio) — город в Италии, располагается в регионе Кампания, подчиняется административному центру Беневенто.
Население составляет 13 472 человека (на 2004 г.), плотность населения составляет 490 чел./км². Занимает площадь 26 км². Почтовый индекс — 82016. Телефонный код — 0824.
Покровителем населённого пункта считается святитель Николай, Мирликийский Чудотворец. Праздник ежегодно празднуется 6 декабря.

## Города-побратимы
- Ла-Гард, Франция (1977)
- Вифлеем, Государство Палестина (2006)
- Торре-дель-Греко, Италия (2008)